# اکلکتیک (آلاباما)
اکلکتیک (به انگلیسی: Eclectic) شهرکی در شهرستان المور ایالت آلاباما است که مساحت آن ۱۱٫۱۱ کیلومتر مربع است و در سرشماری سال ۲۰۱۰ میلادی، ۱٬۰۰۱ نفر جمعیت داشته و تراکم جمعیتی آن، ۹۰٫۱ نفر در هر کیلومتر مربع بوده است.

## نگارخانه

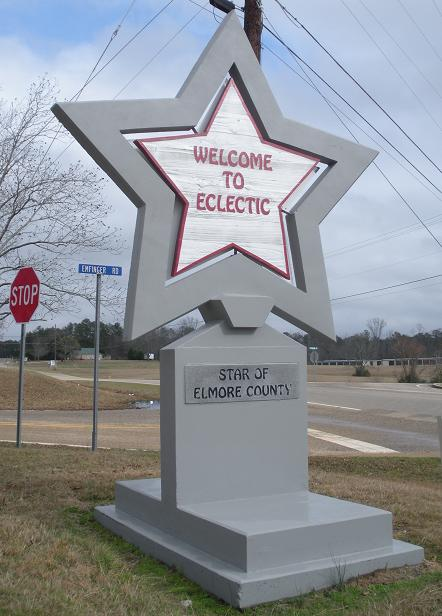
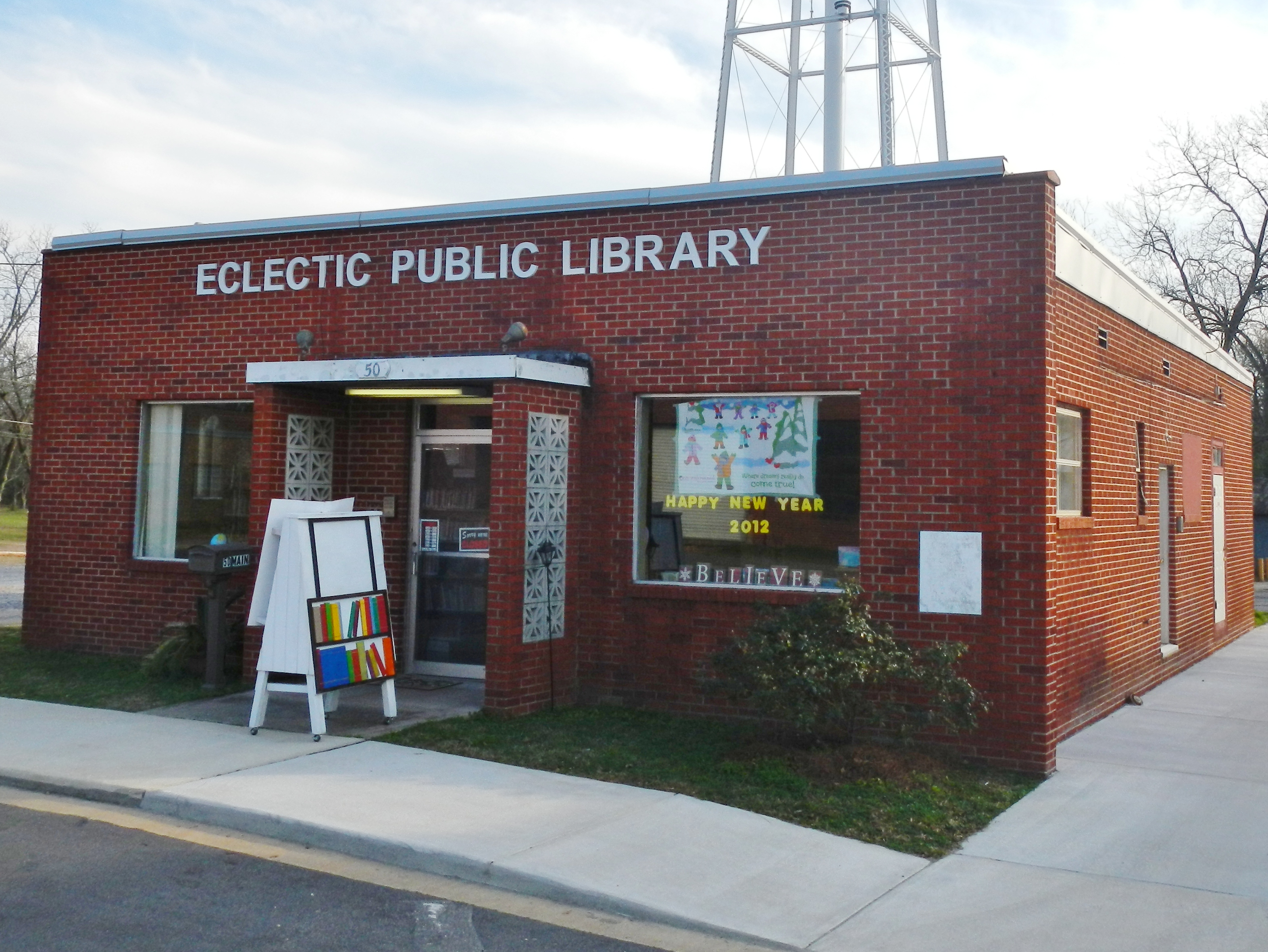
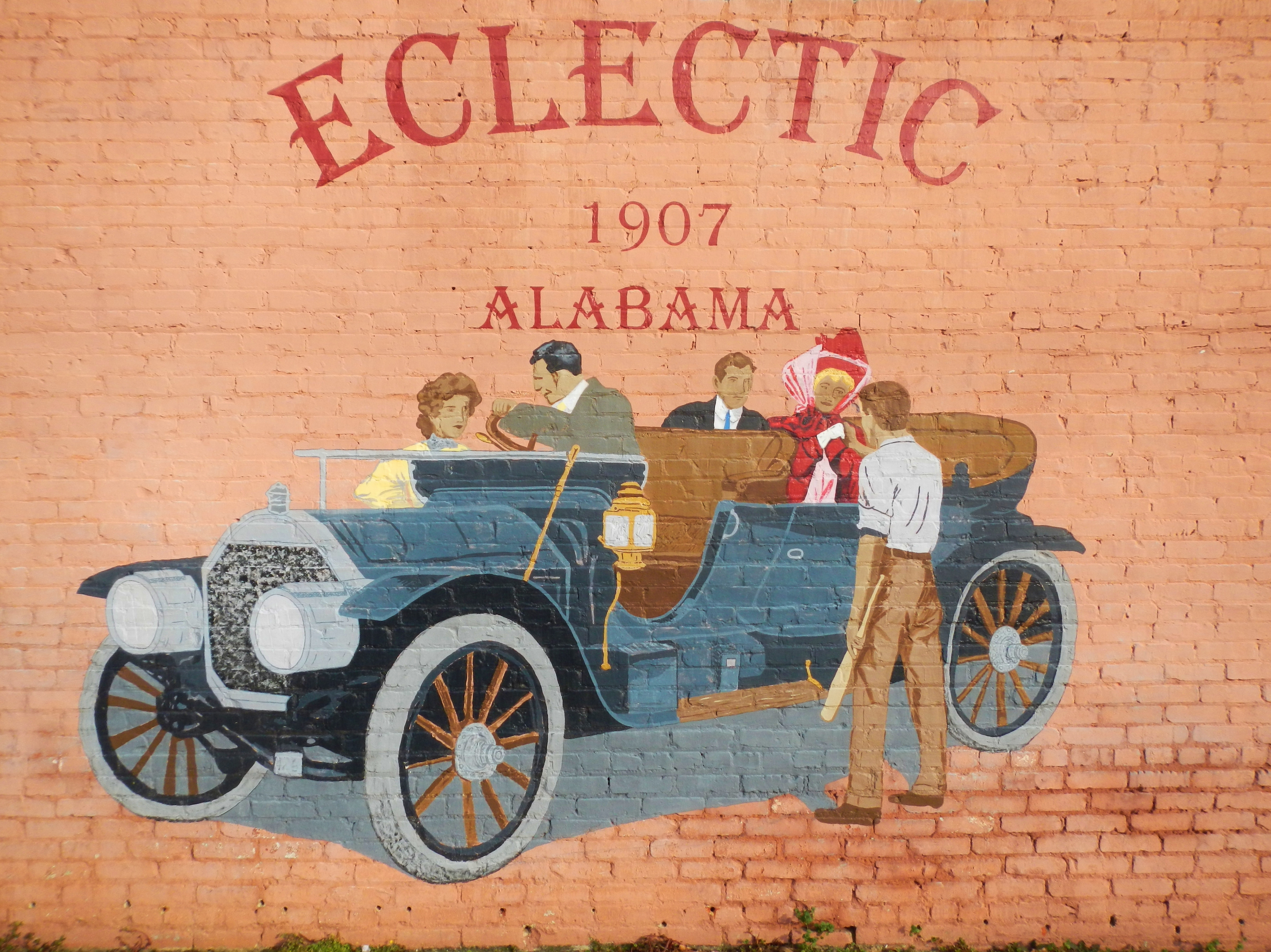